# Liste der Naturdenkmale in Egenhausen
| Naturdenkmale | Anzahl |
| ------------- | ------ |
| FND           | 3      |
| END           | 1      |
| Gesamt        | 4      |

Die Liste der Naturdenkmale in Egenhausen nennt die verordneten Naturdenkmale (ND) der im baden-württembergischen Landkreis Calw liegenden Stadt Egenhausen. In Egenhausen gibt es insgesamt vier als Naturdenkmal geschützte Objekte, davon drei flächenhafte Naturdenkmale (FND) und ein Einzelgebilde-Naturdenkmal (END).
Stand: 31. Oktober 2016.

## Flächenhafte Naturdenkmale (FND)
| Name                     | Bild | Kennung     | Einzelheiten | Position | Fläche Hektar | Datum         |
| ------------------------ | ---- | ----------- | ------------ | -------- | ------------- | ------------- |
| Egenhauser Eichenhain    |      | 82350220003 | Egenhausen   | ⊙        | 0,6           | 14. Sep. 2004 |
| Hirschgraben             | BW   | 82350220004 | Egenhausen   | ⊙        | 2,4           | 14. Sep. 2004 |
| Höhe                     | BW   | 82350220001 | Egenhausen   | ⊙        | 0,9           | 14. Sep. 2004 |
| Legende für Naturdenkmal |      |             |              |          |               |               |

## Einzelgebilde (END)
| Name                     | Bild | Kennung     | Einzelheiten | Position | Fläche Hektar | Datum         |
| ------------------------ | ---- | ----------- | ------------ | -------- | ------------- | ------------- |
| Linde am Hochholzweg     | BW   | 82350850019 | Egenhausen   | ⊙        | 0,0           | 19. Feb. 1994 |
| Legende für Naturdenkmal |      |             |              |          |               |               |